# كيشو كوروكاوا

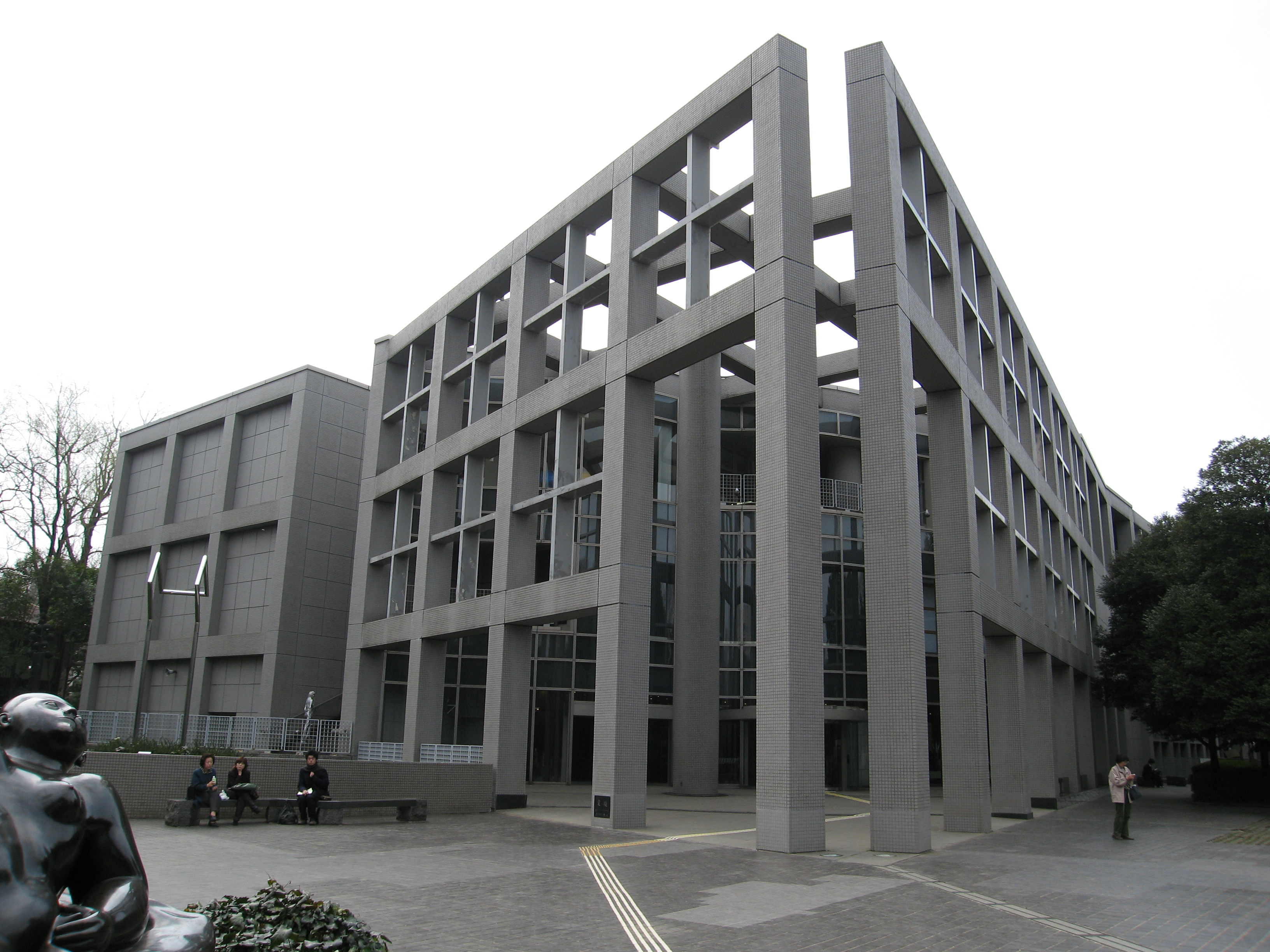
متحف الفن الحديث ، (كيشو كوروكاوا 1982) في سايتاما Saitama، اليابان

كيشو كوروكاوا Kisho Kurokawa أبريل 1934 — 12 أكتوبر 2007) مهندس معماري ياباني, من مؤسسي حركة ميتابوليست (بالإنجليزية: Metabolist).
أعماله :
- المركز الوطني للفنون (طوكيو)

## روابط خارجية
- كيشو كوروكاوا على موقع الموسوعة البريطانية (الإنجليزية)